# Гусєв Федір Тарасович
Федір Тарасович Гу́сєв (нар. 29 квітня 1905 — пом. 9 березня 1987, Москва) — радянський дипломат; надзвичайний і повноважний посол.

## Біографія
Народився 29 квітня 1905 року. Член ВКП(б) з 1930 року. 1931 року закінчив Ленінградський інститут радянського будівництва і до 1935 року працював економістом-плановиком Ленінградської обласної планової комісії. У 1937 році закінчив Інститут дипломатичних та консульських працівників Народного комісаріату іноземних справ СРСР у Москві.
У 1938—1939 роках завідував третім західним, а в 1941—1942 роки — другим європейським відділом Народного комісаріату іноземних справ СРСР. У 1942—1943 роки був послом СРСР Канаді, у 1943—1946 роки — надзвичайним і повноважним послом СРСР Великій Британії. Одночасно, у 1943—1946 роках, був радянським представником у Європейській консультативній комісії, яка виробляла умови капітуляції країн фашистського блоку та окупації території цих країн. Був делегатом на нараді союзних міністрів закордонних справ в Організації Об'єднаних Націй. Брав участь у роботах Тегеранської (1943), Кримської та Потсдамської конференцій (1945).
З 27 серпня 1946 року — заступник міністра закордонних справ СРСР. Обирався депутатом Верховної Ради СРСР 2-го скликання (1946—1950 роки). Протягом 1952—1956 років — на відповідальній роботі у центральному апараті МЗС СРСР; у 1956—1962 роках — посол СРСР у Швеції; з 1962 року — на відповідальній роботі у центральному апараті МЗС СРСР. 1975 року вийшов у відставку. Помер у Москві 9 березня 1987 року. Похований в Москві на Кунцевському кладовищі (ділянка № 10).

## Нагороди
Нагороджений двома орденами Леніна, орденом Дружби народів, орденом «Знак Пошани».